# Borzowa (przystanek kolejowy)
Borzowa (ukr. Борзова, ros. Борзовая) – przystanek kolejowy w miejscowości Borzowa, w rejonie kowelskim, w obwodzie wołyńskim, na Ukrainie. Leży na linii Kijów – Kowel – Brześć.